# Tots els camins de Déu
Tots els camins de Déu és una pel·lícula dramàtica del 2013 dirigida per Gemma Ferraté i produïda per Aritz Cirbián. Narra la història de Judes traslladada al segle XXI però amb el mateix sentiment de culpa per haver traït a un amic. Fou nominada a la novena edició dels Premis Gaudí a la categoria de millor pel·lícula en llengua catalana.

## Argument
Història dels darrers tres dies en la vida d'un Judes contemporani: un home fuig de si mateix, consumit per la culpa, després de trair el seu millor amic. No trobant el coratge per a posar fi a la seva vida, coneix un jove que l'ajudarà a entendre com fer front als seus actes.

## Repartiment
- Marc Garcia Coté
- Oriol Pla
- Jan Cornet